# چری چیواپراوات‌دامرانگ
چری چیواپراوات‌دامرانگ (انگلیسی: Cherry Chevapravatdumrong؛ تایلندی: เชอร์รี่ ชีวประวัติดำรงค์؛ آرتی‌جی‌اس: Choe-ri Chiwaprawatdamrong؛ ‎/ˌtʃiːvəprɑːvɪtˈdʌmrɒŋ/‎) نویسنده تایلندی-آمریکایی است و هم‌اکنون یکی از تهیه‌کنندگان و تنها نویسندهٔ زن سریال مرد خانواده می‌باشد.